# 嵩山三闕銘
嵩山三闕銘（すうざんさんけつめい）は、中国の後漢代の元初5年（118年）から延光2年（123年）にかけて建てられた嵩山太室石闕銘・嵩山少室石闕銘・嵩山開母廟石闕銘の総称。隷書が公式書体であった漢代にあって、極めて珍しい篆書による金石文である。
3つとも全て現在も建造地に残されている。ただし、嵩山少室石闕銘・嵩山開母廟石闕銘は廟が廃され、石闕のみが残されている。

## 建造の事情
「石闕」とは神を祀る廟の入口に建てられた装飾的な門柱のことである。嵩山は現在の河南省にある霊山の一つで、東峰を「太室山」、西峰を「少室山」と呼びならわし、古くから信仰の対象とされていた。古く太室山の麓に「太室」、少室山の麓に「少室」という廟があり、その2つの廟と太室に隣接していた「開母廟」に建てられた石闕の銘文が「嵩山三闕銘」である。
太室石闕銘は、碑文によれば元初5年（118年）4月に陽城県令の呂常という人が建造したことが分かっている。その後延光4年（125年）に潁川太守の朱寵という人が追刻したと見られている。
少室石闕銘は、碑文に直接年代は見当たらないものの、次の開母廟石闕銘と共通する部分があることから延光2年（123年）頃の建造と見られる。建造者は陽城県の人物であるということは分かるが、名までは不明である。
開母廟石闕銘は夏王朝の創始者・禹の妃を祀った廟のもので、廟名は禹の妃＝2代目の帝・啓の母であることから「啓母」となるところを、前漢の景帝の諱を避けて同じ意味の「開母」としたものである。銘文によると延光2年（123年）に潁川太守の朱寵という人が建てたものと分かる。

## 碑文と書風

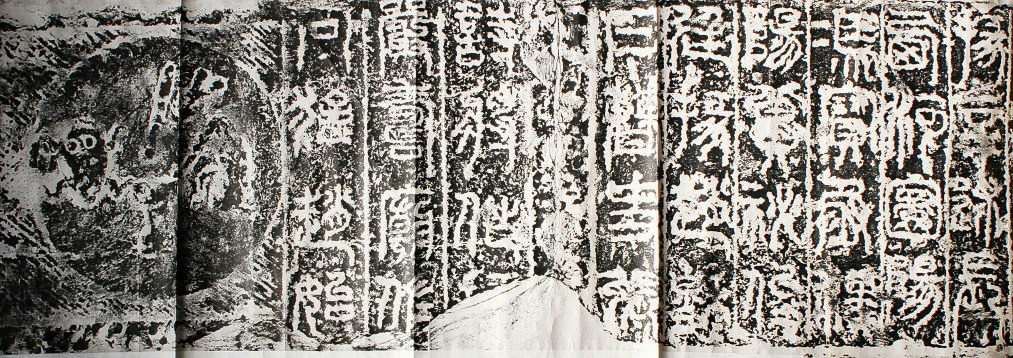
少室　銘文

碑文は太室石闕銘が隷書と篆書の混ぜ書き、残り2つは篆書である。太室石闕銘は前半の隷書部が1行9字27行、後半の篆書部が1行9字21行。題額に「中嶽泰室陽城□□□」とある。損壊が著しく、特に後半部はかなりの部分が判読不能である。少室石闕銘は1行4字22行で極めて保存状態がよく、全字が判読可能である。題額は「少室神道之闕」である。開母廟石闕銘は階段状になっており、下段だけの部分では1行7字12行、二段になっている部分ではそれぞれの段で1行6字24行である。比較的よく残っているが、二段になった部分の上段の摩滅が著しく判読不能である。
内容はいずれもそれぞれの廟が祀っている嵩山の神、禹とその妃を顕彰したもので、最後に建造者の名前が列記されている。
書体が隷書全盛の時代にもかかわらず篆書なのは、神を祀る廟の門柱に彫る銘という宗教的な意識から、篆書の持つ権威性を求めたためと考えられる。
書風については太室石闕銘は隷書混じりであるものの、隷書部分にも篆書の面影が強く残る書風となっている。少室石闕銘・開母廟石闕銘はよく篆書の筆法をとらえており、隷書の筆法が強く反映されてしまっている祀三公山碑と比べるとはるかに本来の篆書に近い。しかし一方で誤字もあり、生粋の篆書でないことを思い知らされる。

## 研究と評価
これらの銘は清代の考証学が発達し篆書の研究も行われるようになってから注目されるようになった。秦の同時代資料ではないが、比較的時代の近い後漢の碑という点で貴重視されている。ただし、摩滅の激しさから学書に用いられることは少ない。